# 羅薩 (格勞賓登州)

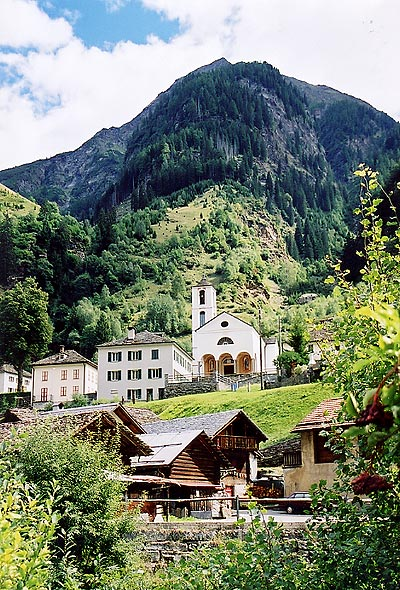

羅薩是瑞士的城鎮，位於該國東部，由格勞賓登州負責管轄，面積58.88平方公里，海拔高度1,089米，2011年人口114，約八成半居民使用意大利語，人口密度每平方公里2人。

## 外部連結
- Official website （意大利文）